# U sedlu sa đavolom
U sedlu sa đavolom (engl. Ride with the Devil) je američki revizionistički ratni vestern film iz 1999. godine, režisera Ang Lija.

## Podaci o filmu

### Glavne uloge
- Tobi Magvajer ... Džejk Rodel
- Skit Ulrik ... Džek Bul Čils
- Džuel ... Sju Li Šeli
- Džefri Rajt ... Danijel Holt
- Sajmon Bejker ... Džordž Klajd
- Džonatan Ris Majers
- Džejms Kavizel
- Tom Giri
- Tom Vilkinson
- Džonatan Brandis
- Majkl V. Neš
- Zak Grenijer

### Ostalo
- muzika: Majkl Dena
- proizvodnja: (engl. Good Machine/Hollywood International/Universal), SAD, 1999.

## Uvod
Ono što je većini ljudi sa naših prostora 90-tih godina donelo veliku nesreću i patnju, američkom književniku Danijelu Vudrelu je donelo inspiraciju. Kao malo koji američki pisac, on je u raspadu bivše Jugoslavije, odnosno u nasilju koje je taj raspad prouzrokovao, našao dosta sličnosti sa najkrvavijim i najtraumatičnijim događajem američke istorije - Američkim građanskim ratom. Njegov roman Woe To Live On je tim događajima pristupio iz perspektive na koju obično nismo navikli u delima koja obraduju to razdoblje jer je pratio sudbine običnih, malih ljudi koje politika nije zanimala i koji su se u sukob uključili sticajem nesretnih okolnosti i mimo svoje volje. Taj roman je postao jedan od najvećih bestselera 90-tih, pa je bilo logično da na njega oko baci i Holivud. Ekranizacija ovog romana je izazvala dosta iznenađenja, ali najviše u kadrovskom smislu - osim što "U sedlu sa đavolom" predstavlja glumački debi popularne američke kantautorke Džuel, režija je poverena uglednom tajvanskom režiseru Ang Liju, čija su specijalnost do tada bile uglavnom sentimentalne drame. Međutim, dok je američka kritika uglavnom blagonaklono dočekala ovaj film publika nije, zbog čega ovaj kvalitetan film nije zabeležio i adekvatan finansijski uspeh.

## Radnja
Film započinje u proleće 1861. godine u pretežno robovlasničkoj državi Misuri, koja je formalno ostala verna Uniji, delom i zbog velikog broja nemačkih imigranata i njihovih potomaka među koje spada i mladi Džejk Rodel (Tobi Magvajer). I dok se većina njegovih sunarodnika opredelila za Sever, Džejk odlučuje biti veran svom najboljem prijatelju Džeku Bulu (Skit Ulrik), mladom robovlasničkom aristokrati čijeg su oca ubili pripadnici unionističkih paravojnih formacija zvanih Džejhokeri. Džejk i Džek Bul se priključuju Bušvakerima, južnjačkim gerilcima koji su se suprotstavili severnjačkoj vojsci, a u njihovoj grupi je i Danijel Holt (Džefri Rajt), crni bivši rob kojem je njegov gospodar, jedan od članova družine i aristokrata Džordž Klajd (Sajmon Bejker), poklonio slobodu pa bivši rob pokušava da se oduži svom bivšem gospodaru kao njegov telohranitelj i prijatelj. Nakon godinu i po dana Misuri je opustošten prljavim gerilskim ratom u kojem se ne biraju sredstva, a Džejk i Džek Bul često sa svojih ruku moraju prati krv ljudi sa kojima su donedavno živeli u slozi i miru. Njihova družina, nakon što je jedva spasila žive glave, pronalazi utočište na kraj jedne južnjačke farme gdje im hranu donosi lepa udovica Sju Li Šeli (Džuel Kilšer) i s kojom će Džek Bul započeti ljubavnu vezu. Nakon što i ta farma postane metom napada u kojem Džek Bul strada, Džejk će Sju Li Šeli otpratiti dublje na jug u bezbednosti kod južnjackih jataka, a potom se ponovno priključiti grupi od oko 400 južnjackih gerilaca koja sprema spektakularni napad na prosevernjački grad Lorens u Kanzasu pod vođstvom čuvenog južnjackog gerilskog vođe Vilijama Kantrila. Gerilci u napadu na grad masakriraju gotovo sve vojno sposobne muškarce (Masakr u Lorensu), ali ih potom vrlo brzo razbija severnjačka konjica pri čemu i Džejk i Danijel Holt budu ranjeni a Džorž Klajd gine. Nakon toga Džejk i Danijel odlaze kod jataka kod kojih su ostavili Sju Li Šeli koja je u međuvremenu rodila dete Džeka Bula, nakon cega Džejk počinje preispitivati svoje dalje učešce u ratu...

## O filmu ukratko
Ang Li je ovim filmom verovatno razuverio sve skeptike koji su sumnjali u to da je on sposoban režirati akcione scene; iako ih ovaj film ima relativno malo, odnosno nisu preterano spektakularne, gledaocima ce dugo ostati u sećanju zbog brutalnosti i krvoločnosti koje oslikavaju. Ono što filmu daje epski karakter je pre svega Lijevo nastojanje da detaljno oslika svoje likove, pa su najbolje scene filma ipak one u kojima Džejk, Danijel, Džek Bul i drugi gerilci u pauzama izmedu borbi pokušavaju pronaći neki smisao situacije u kojoj su se našli. Očigledno je da se Li mnogo ugodnije osećao režirajuci te sekvence što film produžuje na više od dva sata. Gluma je, kao što je to običaj kod Lijevih filmova, na zavidnoj visini, iako se za Tobija Magvajera može reći da je u neku ruku njegov lik gotovo nemoguće razlikovati od lika koji je tumačio u filmu Kućna pravila. Skit Ulrik je prilično površan južnjački aristokrata, dok je pravo otkriće Džefri Rajt u ulozi bivšeg crnog roba a koji se bori za Konfederaciju iz složenih motiva koji će se otkriti tek pred kraj filma. Od epizodista je dobro pomenuti i Džonatana Rajs-Mejersa kao psihopatskog gerilca - krvožednog i hladnokrvnog ubicu, a takode se mora priznati da je kantri pevačica Džuel dobro obavila svoj prvi glumački posao. Iako je Li u suštini dobro obavio posao, "U sedlu sa đavolom" nije film koji je mogao pretendovati na Oskara, i to zahvaljujući tome što u drugom delu filma Li gubi ritam previše razvlačeći pricu i razočarava maksimalno predvidljivom završetkom. Svemu tome treba dodati i neke nedorečenosti u motivaciji likova, dok je sa druge strane za svaku pohvalu trud oko autentičnosti zbog kojeg su glumci uvežbali autentičan govor kakav je bio na američkom Srednjem Zapadu sredinom 19. veka. Ono što možda ipak najviše nervira je to što scenarista Šejmus i režiser Li nisu dosledni - dok nam na početku pokazuju kako je rat u stanju na najbrutalniji mogući način rascepiti nekada harmoničnu zajednicu i okrenuti brata protiv brata, dotle pred kraj filma odustaju od bilo kakvog moralnog preispitivanja i nude nam staromodnu i predvidljivu romansu kao rešenje za sve svetske probleme. Iako Lijev film u neku ruku predstavlja neuspeh, ipak je to zanatski dobro urađeno i uzbudljivo delo koje ce gledaocima sa prostora bivše Jugoslavije izgledati kao prilicno neprijatni deža vi 